# John Smrke
John Smrke (né le 25 février 1956 à Chicoutimi, Québec, au Canada) est un ancien joueur professionnel canadien de hockey sur glace.

## Carrière de joueur
Natif de Chicoutimi où son père Stan Smrke a évolué durant de nombreuses années, il joua son hockey junior en Ontario. En 1975, il remporta la Coupe Memorial avec les Marlboros de Toronto. Il fut plus tard sélectionné par les Blues de Saint-Louis de la Ligue nationale de hockey.
Il débuta alors une carrière professionnelle avec le club-école des Blues. Il joua au total une centaine de parties dans la LNH avec les Blues et avec les Nordiques de Québec. Il jouera quelques années en Italie avant de revenir jouer une saison dans une ligue semi-professionnel. Il prit sa retraite au terme de la saison 1985-86.

## Statistiques
Pour les significations des abréviations, voir Statistiques du hockey sur glace.
| Saison     | Équipe                          | Ligue          |     | Saison régulière | Saison régulière | Saison régulière | Saison régulière | Saison régulière |    | Séries éliminatoires | Séries éliminatoires | Séries éliminatoires | Séries éliminatoires | Séries éliminatoires |
| Saison     | Équipe                          | Ligue          | PJ  | B                | A                | Pts              | Pun              | PJ               | B  | A                    | Pts                  | Pun                  |                      |                      |
| 1973-1974  | Marlboros de Toronto            | OHA-Jr.        | 70  | 23               | 28               | 51               | 18               | -                | -  | -                    | -                    | -                    |                      |                      |
| 1974-1975  | Marlboros de Toronto            | LHJMO          | 61  | 43               | 54               | 97               | 39               | 23               | 13 | 9                    | 22                   | 16                   |                      |                      |
| 1975       | Marlboros de Toronto            | Coupe Memorial | -   | -                | -                | -                | -                | 4                | 3  | 3                    | 6                    | 0                    |                      |                      |
| 1975-1976  | Marlboros de Toronto            | LHJMO          | 64  | 39               | 46               | 85               | 32               | 10               | 7  | 6                    | 13                   | 9                    |                      |                      |
| 1976-1977  | Blues de Kansas City            | LCH            | 70  | 25               | 26               | 51               | 8                | 5                | 2  | 0                    | 2                    | 2                    |                      |                      |
| 1977-1978  | Golden Eagles de Salt Lake City | LCH            | 60  | 25               | 45               | 70               | 21               | 6                | 4  | 2                    | 6                    | 2                    |                      |                      |
| 1977-1978  | Blues de Saint-Louis            | LNH            | 18  | 2                | 4                | 6                | 11               | -                | -  | -                    | -                    | -                    |                      |                      |
| 1978-1979  | Golden Eagles de Salt Lake City | LCH            | 11  | 5                | 7                | 12               | 0                | -                | -  | -                    | -                    | -                    |                      |                      |
| 1978-1979  | Blues de Saint-Louis            | LNH            | 55  | 6                | 8                | 14               | 20               | -                | -  | -                    | -                    | -                    |                      |                      |
| 1979-1980  | Firebirds de Syracuse           | LAH            | 18  | 5                | 5                | 10               | 2                | 4                | 1  | 0                    | 1                    | 2                    |                      |                      |
| 1979-1980  | Nordiques de Québec             | LNH            | 30  | 3                | 5                | 8                | 2                | -                | -  | -                    | -                    | -                    |                      |                      |
| 1980-1981  | Apollos de Houston              | LCH            | 33  | 7                | 4                | 11               | 16               | -                | -  | -                    | -                    | -                    |                      |                      |
| 1980-1981  | Whalers de Binghamton           | LAH            | 9   | 1                | 2                | 3                | 0                | -                | -  | -                    | -                    | -                    |                      |                      |
| 1981-1982  | Tigers de Cincinnati            | LCH            | 45  | 6                | 7                | 13               | 4                | 4                | 0  | 0                    | 0                    | 25                   |                      |                      |
| 1982-1983  | HC Selva                        | Série A2       |     |                  |                  |                  |                  |                  |    |                      |                      |                      |                      |                      |
| 1983-1984  | HC Selva                        | Série A2       | 20  | 38               | 55               | 93               | 10               | 4                | 10 | 6                    | 16                   | 0                    |                      |                      |
| 1984-1985  | HC Auronzo                      | Série A        | 23  | 24               | 20               | 44               | 12               | 2                | 5  | 2                    | 7                    | 2                    |                      |                      |
| 1985-1986  | Tigers de Campbellton           | RHL            | 40  | 37               | 57               | 94               | 31               | 6                | 2  | 9                    | 11                   | -                    |                      |                      |
| Totaux LNH | Totaux LNH                      | Totaux LNH     | 103 | 11               | 17               | 28               | 33               | -                | -  | -                    | -                    | -                    |                      |                      |

## Trophées et honneurs personnels
Coupe Memorial
- 1975: gagnant du Trophée George Parsons
- 1975: remporta la Coupe Memorial avec les Marlboros de Toronto

Association mondiale de hockey
- 1976: Repêché par les Mariners de San Diego en 4e ronde, à la 41e position

Ligue nationale de hockey
- 1976: Repêché par les Blues de Saint-Louis en 2e ronde, à la 25e position

## Transactions en carrière
- 13 juin 1979: sélectionné par les Nordiques de Québec des Blues de Saint-Louis lors du repêchage d'expansion.

## Parenté dans le sport
- Fils de l'ancien joueur Stan Smrke